# Domaine public en droit public français
Pour les articles homonymes, voir Domaine public en droit français.

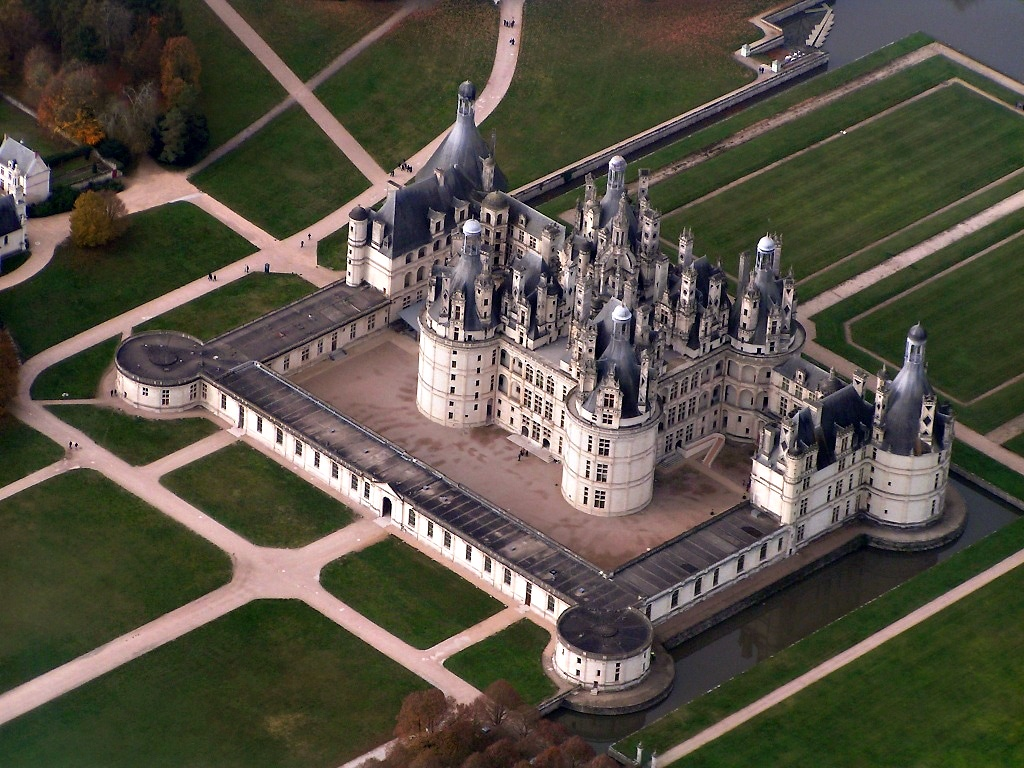
Les palais nationaux, comme Chambord, font partie du domaine public artificiel

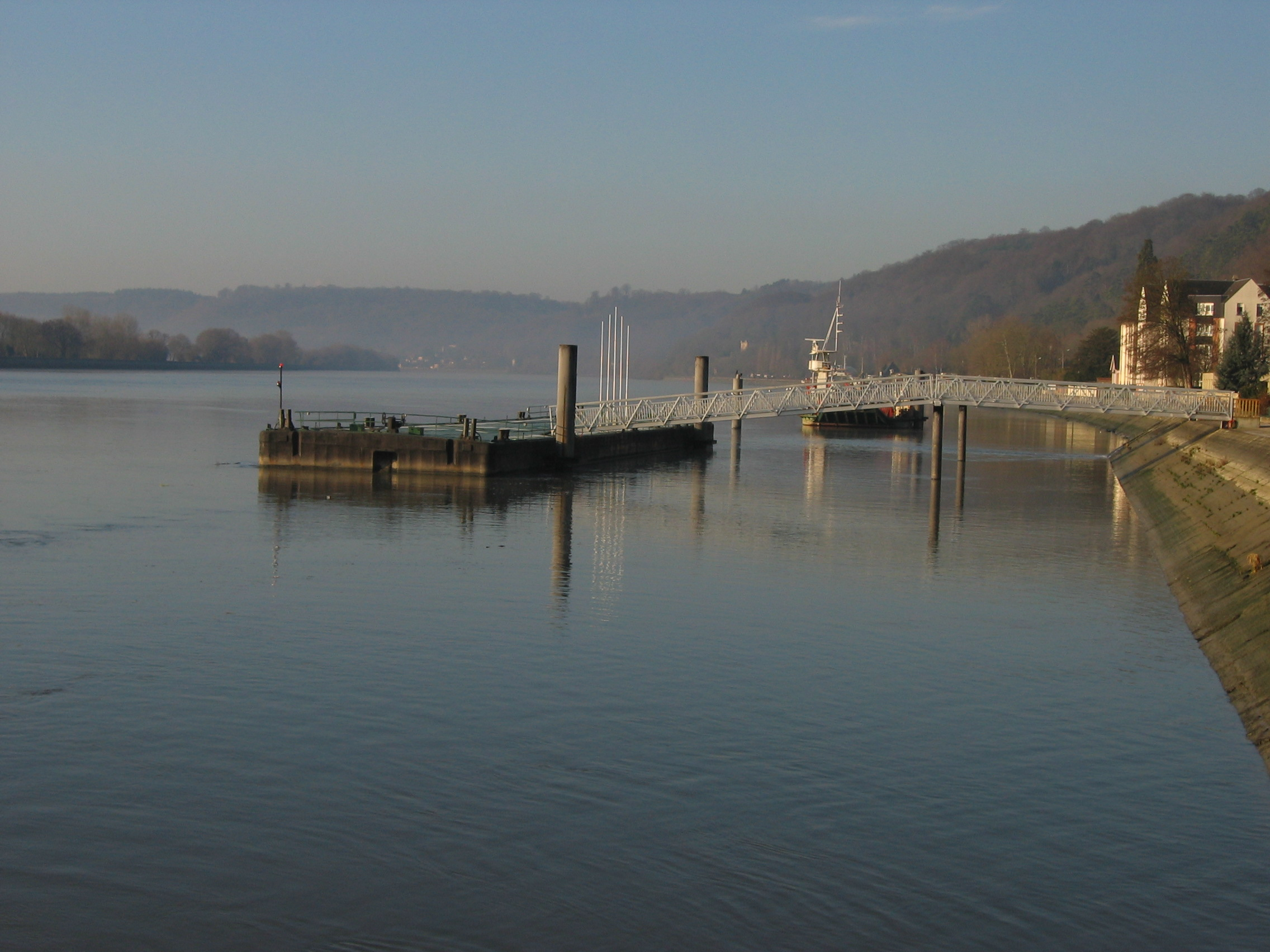
La Seine fait partie du domaine public fluvial

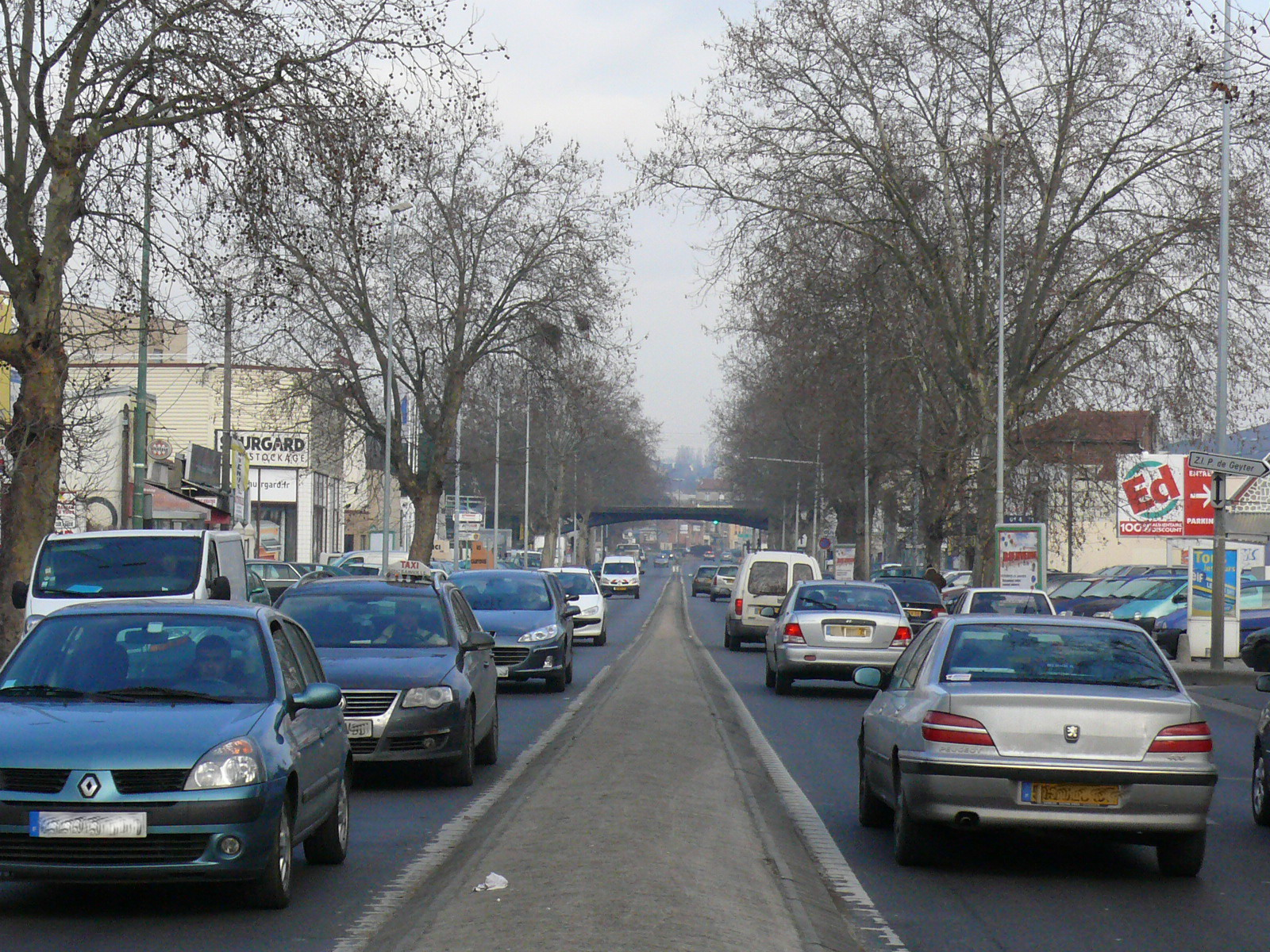
Une route fait partie du domaine public routier

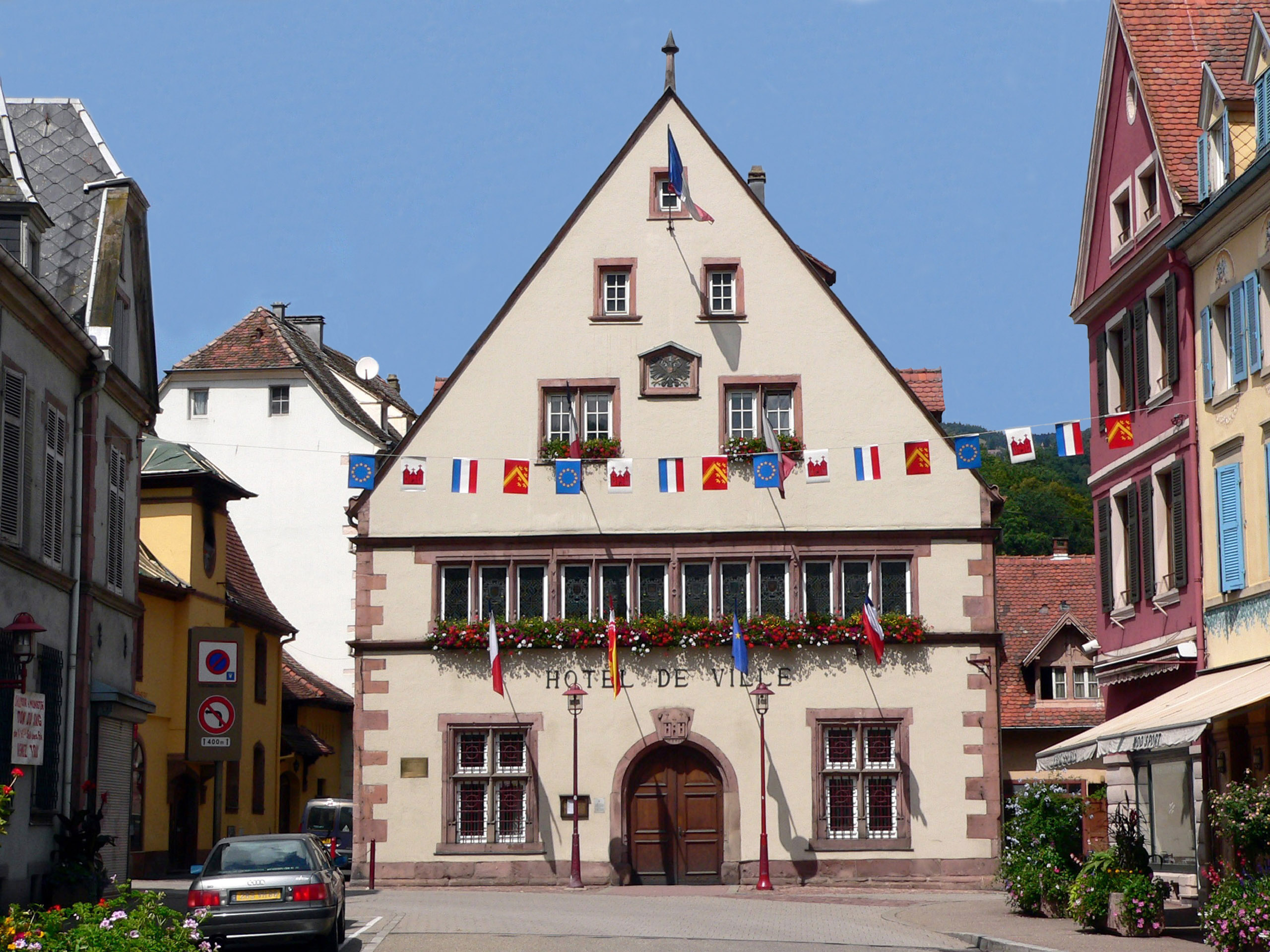
Une mairie fait partie du domaine public…

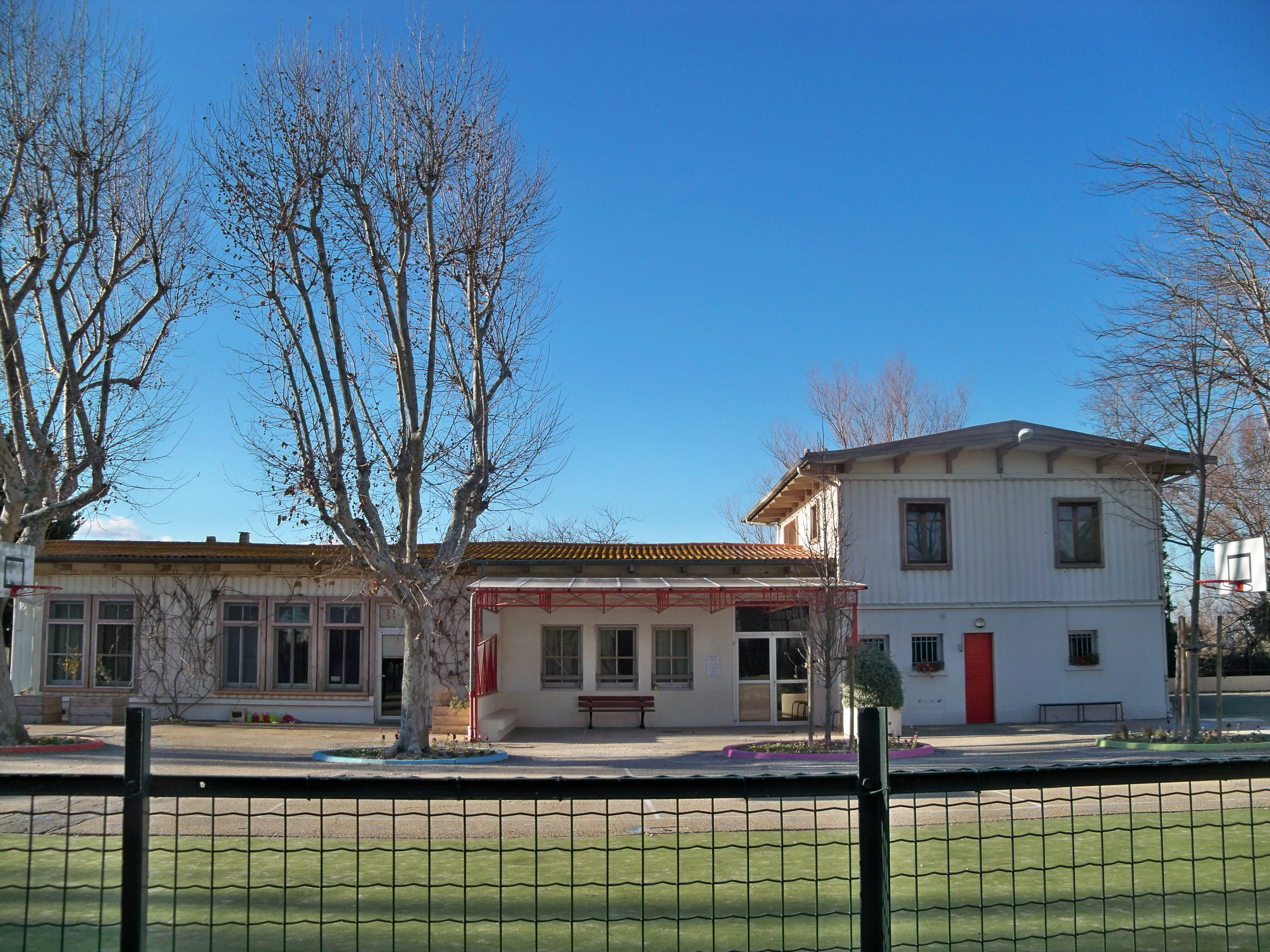
… ainsi qu'une école, affectée au service public de l'éducation

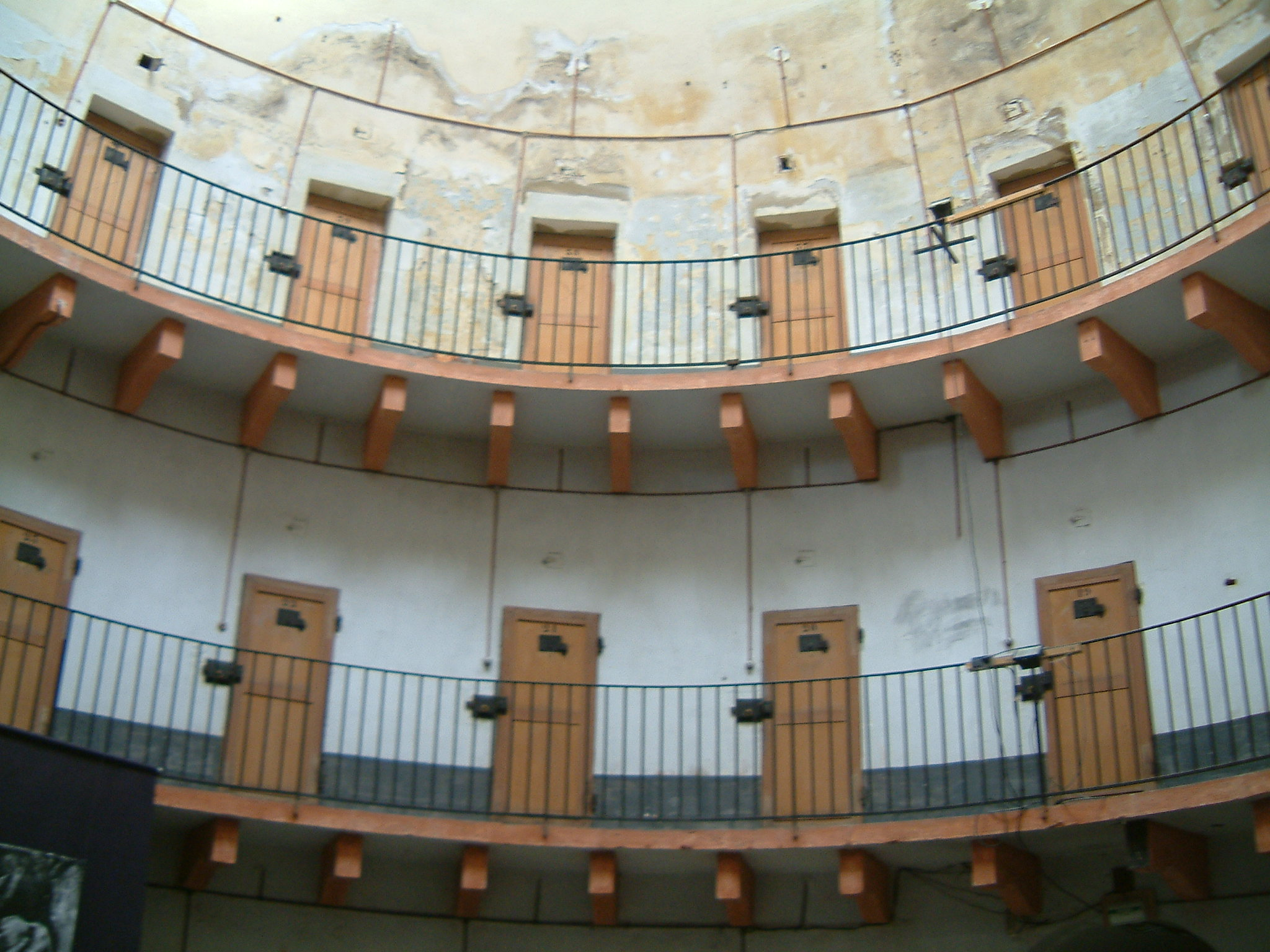
… ou une prison, affectée au service public pénitentiaire

En droit public français, le domaine public est l'ensemble des biens (immeubles ou meubles) appartenant à l'État, à des collectivités locales, à des établissements publics ou à d'autres personnes publiques, et affectés à une utilité publique.
Cette utilité publique peut résulter d'une affectation à l'usage direct du public (comme les routes ou les jardins publics) ou à un service public, pourvu qu'en ce cas, le bien fasse l'objet d'un aménagement indispensable à l'exécution des missions de ce service public (comme une université ou un tribunal). Avant 2006, la jurisprudence retenait le critère de l'aménagement spécial, et, à ce titre, le bien ayant fait l'objet de la qualification de bien du domaine public avant cette date n'ont pas vu perdre cette qualité, le Conseil d'état ayant jugé que le critère de l'aménagement indispensable n'était pas rétroactif.
La Direction de l'immobilier de l’État (DIE), créée en 2016 et remplaçant France Domaine (autrefois Les Domaines), désigne un service qui relève du ministère des Finances et qui est destiné à administrer les éléments constitutifs du domaine public de l'État, aussi bien mobiliers qu'immobiliers, et à contrôler la politique d'acquisition et de cession des collectivités territoriales ou de leurs établissements publics.

## Historique
La notion de domaine public relève à la fois de propositions doctrinales (telles que les travaux de Proudhon) que de jurisprudences protégeant l'affectation au cours du XIXe siècle.
On confond souvent le domaine public avec la notion d'indisponibilité du Domaine royal ou Domaine de la Couronne sous l'Ancien Régime. Si, depuis l'Édit de Moulins, les biens appartenant au Domaine de la Couronne étaient inaliénables, cette inaliénabilité concernait l'ensemble des biens, quelle que soit leur affectation. Elle n'a donc rien de commun avec le domaine public tel qu'on le connaît aujourd'hui, qui protège les biens affectés à l'utilité publique.

## Définition du domaine public

### Domaine public immobilier
D'après l'article L. 2111-1 du code général de la propriété des personnes publiques, le domaine public d'une personne publique (État, collectivités territoriales et leurs groupements, établissements publics, ou autres personnes publiques mentionnées à l'article L. 2 du code général des propriétés des personnes publiques) est constitué, sauf dispositions législatives spéciales, de biens immobiliers qui appartiennent à cette personne publique et :
- soit sont affectés à l'usage direct du public,
- soit sont affectés à un service public. Dans ce cas, ils doivent avoir fait l'objet d'un « aménagement indispensable à l'exécution des missions de ce service public ».

Avant l'entrée en vigueur du code général de la propriété des personnes publiques en 2006, la jurisprudence du Conseil d’État, du 19 octobre 1956, Le Béton, avait précisé qu'un bien fait partie du domaine public s'il appartient à une personne publique et qu'il dispose d'un aménagement "spécial" au regard du service public pour lequel il est affecté.
Par exemple, dans l'arrêt Dauphin de 1959, le Conseil d'État a estimé qu'une allée avait été incorporée au domaine public parce que :
- Il appartenait à l’État, et que ;
- d'une part l'État l'avait affectée à un service public en raison de la présence à cet endroit d'un site archéologique ;
- d'autre part les autorités avaient posé deux poteaux et une chaîne pour fermer l'accès à cette allée, ce qui constituait un « aménagement spécial » réalisé spécialement en vue de l'affectation de l'allée à ce service public culturel.

Le code général de la propriété des personnes publiques (CGPPP) a repris cette notion mais en précisant que l'aménagement doit être « indispensable » à la mission de service public : il s'agit de freiner l'évolution de la jurisprudence qui avait tendance à trop étendre le domaine public. Cette nouvelle qualification n'a pas eu pour effet de déclasser les biens qui ont été affectés avant l'entrée en vigueur du code.
Le statut de bien appartenant au domaine public peut aussi résulter d'une qualification de la loi. C'est le cas des ondes hertziennes, que la loi du 26 juillet 1996 a placées dans un « domaine public des fréquences radioélectriques » en confiant à l'ARCEP le soin d'attribuer les bandes de fréquences.

### Domaine public mobilier
L'article L. 2112-1 du code général de la propriété des personnes publiques prévoit que des biens mobiliers peuvent appartenir au domaine public. Dans ce cas, le bien mobilier doit appartenir à une personne publique et présenter "un intérêt public du point de vue de l'histoire, de l'art, de l'archéologie, de la science ou de la technique". Le même article fixe une liste non limitative des biens répondant à cet intérêt, tels que :
- Les collections des musées ;
- les collections de documents anciens, rares ou précieux des bibliothèques ;
- ou encore les collections publiques relevant du Mobilier national et de la Manufacture nationale de Sèvres.

### Domaine privé
Les personnes publiques possèdent, à côté de leur domaine public un domaine privé, qui relève approximativement des mêmes règles juridiques qu'un bien appartenant à une personne privée.
L'article L. 2211-1 CGPPP prévoit ainsi que font partie du domaine privé les biens qui ne répondent pas aux critères du domaine public.
Par ailleurs, la loi peut classer dans le domaine privé des biens affectés à un service public ou utilisés par le public. C'est le cas notamment des « réserves foncières et des biens immobiliers à usage de bureaux, à l'exclusion de ceux formant un ensemble indivisible avec des biens immobiliers appartenant au domaine public », ainsi que des chemins ruraux et des « bois et forêts des personnes publiques relevant du régime forestier ».

## Délimitation du domaine public
On peut distinguer les éléments du domaine public selon leur caractère naturel ou artificiel et selon leur position géographique.

### Le domaine public naturel

#### Le domaine public maritime
Le domaine public maritime a été défini par l'ordonnance sur la marine de Colbert de 1681, jusqu'à l'ordonnance du 21 avril 2006 relative à la partie législative du Code général de la propriété des personnes publiques, qui abroge dans son article 7 cette disposition ancienne. L'ordonnance de Colbert précisait que « sera réputé bord et rivage de la mer tout ce qu'elle couvre et découvre pendant les nouvelles et pleines lunes, et jusqu'où le grand flot de mars se peut étendre sur les grèves » (estran).
Jusqu'en 1973, la jurisprudence faisait même appel, pour fixer la limite du domaine public maritime sur le littoral méditerranéen, au droit romain et à une ordonnance de Justinien qui fixe comme référence les grandes eaux d'hiver et non de mars. Le Conseil d'État a unifié la règle en précisant que le domaine public maritime s'étend « au point jusqu'où les plus hautes mer peuvent s'étendre, en l'absence de perturbations exceptionnelles ». Peu importe donc que les plus hautes mer aient lieu en hiver ou au mois de mars. Cette jurisprudence sera reprise par le nouveau Code.
La précision relative à l'absence de perturbations exceptionnelles permet d'éviter un accroissement subit du domaine public lors d'une tempête ou d'une inondation temporaire.
La loi du 28 novembre 1963 a étendu ce domaine public maritime au sol et sous-sol de la mer territoriale ainsi qu'aux alluvions (« lais et relais de la mer »).
Enfin, le domaine public maritime contient aussi, dans les départements d'outre-mer, la zone dite des « cinquante pas géométriques » le long de la limite des plus hautes marées. Il s'agissait à l'origine de réserver au roi de France une bande de terrain de cinquante pas (81,20 mètres) le long du rivage des terres découvertes en Amérique, à des fins militaires.

#### Le domaine public fluvial
Le code général des propriétés des personnes publiques (CGPPP) énumère aux articles L 2111-7 et L2111-8
les cours d’eau navigables et ou flottables, les cours d’eau ou lacs glacés, les berges recouvertes par les eaux et les eaux des départements d’outre-mer.
Le décret de 1964 établit la nomenclature des cours d'eau navigables ou pas.
Les limites des cours d’eau sont déterminés à partir de la notion de berge (définies à l'article 558 du code civil), s’étendant à la notion de noues (prairies en contrepartie des berges régulièrement inondées) et les boires (réserves d’eaux naturelles destinés aux animaux).
Pour un lac qui a un déversoir : la limite est les berges au-dessus du déversoir. Quand le lac ne possède pas de déversoir, la limite s’établit par le niveau le plus haut atteint en dehors des crues exceptionnelles (lac Léman).

#### Le domaine public aérien
Le domaine public aérien n’existe pas[réf. souhaitée].
Le Conseil d'État (décision 8 mars 1993 Commune des Molières) n'a pas consacré l'idée d'un domaine public aérien.

#### Le sous-sol
L'article 552 du code civil dispose que « la propriété du sol emporte la propriété du dessous et du dessus ». Cela signifie que le propriétaire peut réaliser en sous-œuvre les aménagements qu'il souhaite, qui ne doivent évidemment pas porter atteinte au patrimoine archéologique, et s'ils ne concernent pas l'exploitation de matériaux visés par le code minier, dont l'État peut seul concéder le droit d'exploitation.
Toutefois, le propriétaire du sol peut vendre ou être exproprié d'une partie du sous-sol de son bien, par exemple pour la réalisation d'un tunnel ferroviaire ou routier. Ce volume souterrain peut être classé dans le domaine public artificiel, si les conditions en sont réunies.

#### Le domaine public hertzien
La loi du 17 janvier 1989 établit que les ondes radios (les fréquences radioélectriques) constituent un mode d'occupation privative du domaine public (appel d'offres des licences UMTS par exemple).
Aujourd'hui l'existence du domaine public hertzien est affirmée par le législateur dans le Code générale de la propriété des personnes publiques, 2111-17 : « Les fréquences radioélectriques disponibles sur le territoire de la République relèvent du domaine public de l’État ». L'article L.2124-26 prévoit que « l'utilisation, par les titulaires d'autorisation, de fréquences radioélectriques disponibles sur le territoire de la République, constitue un mode d'occupation privatif du domaine public de l’État ».

### Le domaine public artificiel
Le domaine public artificiel comprend les biens du domaine public artificiel affectés à l'usage direct du public, et certains biens affectés aux services publics,,.
On peut citer parmi les éléments affectés à l'usage direct du public :
- le domaine public routier, constitué par « l'ensemble des biens du domaine public[15] de l’État, des départements et des communes affectés aux besoins de la circulation terrestre, à l'exception des voies ferrées[16] », qui est régi par le code de la voirie routière ;
- certains éléments du patrimoine des collectivités territoriales tels que les lavoirs publics, des promenades publiques aménagées, des édifices cultuels existants avant la loi de séparation de 1905, et dont la propriété a été attribué aux communes et à l'État par la loi du 17 avril 1906 et le décret du 4 juillet 1912.

Font également partie du domaine public artificiel les biens d'une personne publique affectés à un service public, s'ils ont fait l'objet :
- d'un aménagement spécial nécessaire au fonctionnement du service public[17], pour les biens incorporés au domaine public avant l'entrée en vigueur du code général de la propriété des personnes publiques[18],
- d'un aménagement indispensable à ce fonctionnement, pour les biens affectés depuis le 1er avril 2006,

et par exemple :
- les musées, écoles, prisons, réseaux d'assainissement, les halles et marchés publics, les abattoirs, les cimetières ;
- les biens qui constituent l'objet même du service (meubles contenus dans les édifices publics…) ;
- les ouvrages de défense (fortifications, bases navales et aériennes…) ;
- les ouvrages et les installations de SNCF Réseau ;
- les aérodromes affectés à la circulation aérienne publique ;
- le domaine public artificiel fluvial, constitué des ports maritimes, ouvrages établis dans l'intérêt de la navigation maritime ;
- les pistes de ski[19],[20].

## La protection du domaine public
Le régime juridique du domaine public se caractérise notamment par ses protections, c'est-à-dire par :
- l'inaliénabilité[21], c'est-à-dire l'impossibilité pour une personne publique de céder à une personne privée un bien dépendant de son domaine public avant de l'avoir déclassé, ce qui veut dire l'avoir transféré dans son domaine privé,
- l'insaisissabilité[22], et, de manière générale, l’impossibilité de recourir à l’encontre des personnes publiques aux voies d’exécution du droit privé) ;
- et découlant de son inaliénabilité, son imprescriptibilité[21] (impossibilité pour les tiers d’acquérir un droit sur ces biens par voie de prescription acquisitive, c’est-à-dire par une possession prolongée comme en droit commun: l’administration ou l'organisme public propriétaire peut revendiquer son bien à n’importe quel moment même si une personne occupe le domaine public depuis une très longue durée (en droit privé français la prescription acquisitive arrive au bout de 30 ans).

C'est pourquoi, avant d'être cédé à une personne privée, un bien du domaine public doit être préalablement déclassé, ce qui suppose la disparition préalable de l'affectation à l'utilité publique et une décision formelle de l'administration, ce qui peut impliquer dans certains cas l'intervention d'une loi (cf. par ex. loi d'inaliénabilité du domaine royal ou Affaire des têtes maoris, lois relatives à la privatisation d'EDF ou de France-Télécom-Orange), l'intervention d'une enquête publique (par exemple en matière de domaine public routier) ou l'accord d'une autre autorité ou de l'affectataire (par exemple accord de l'affectataire d'une église ou autre édifice cultuel).
L'utilisation privative de tout élément du domaine public par une personne qui n'en est pas le gestionnaire doit donner lieu à une autorisation écrite de celui-ci, et cette occupation, normalement accordée à titre onéreux et à titre précaire et révocable, doit obligatoirement être compatible avec l'affectation domaniale.
Le domaine public est également protégé par des sanctions rigoureuses qui répriment les atteintes et dégradations au domaine public : la contravention de voirie, pour les biens relevant du domaine public routier, et la contravention de grande voirie, pour les autres.

### Conséquences
En raison de son affectation à un besoin de la collectivité, le domaine public ne peut être exproprié, ne peut que difficilement subir de servitudes, peut désormais faire l'objet d'un fonds de commerce (loi Pinel du 18 juin 2014) mais sous certaines conditions très restrictives ; les conventions ou autorisations d'occupations privatives (pour un particulier ou une personne morale de droit privé) sont toujours précaires.
On assiste à d'importantes tentatives de conciliations entre, d'une part, la volonté traditionnelle de protéger le domaine public en raison de son affectation et, d'autre part, la volonté de valoriser économiquement ce dernier. Cela amène même certains à s'interroger sur l'utilité de conserver le principe d'inaliénabilité du domaine public[réf. nécessaire]. Ces interrogations résultent d'une variation d'approches de la notion de domaine public : autrefois zone à protéger contre les dilapidations royales, aujourd'hui, il apparaît comme une richesse à exploiter.
Toutefois, la fiscalité des biens immeubles du domaine public n'est pas sur ce point exorbitante, dans la mesure où ceux-ci, en vertu du principe de neutralité fiscale, sont imposés suivant les mêmes règles que celles applicables aux personnes privées.

## Sortie du domaine public

### Conditions de sortie du domaine public
« Un bien d'une personne publique mentionnée à l'article L. 1, qui n'est plus affecté à un service public ou à l'usage direct du public, ne fait plus partie du domaine public à compter de l'intervention de l'acte administratif constatant son déclassement. »
— Article L. 2141-1 du Code général de la propriété des personnes publiques.

#### Désaffectation
Un bien du domaine public étant un bien appartenant à une personne publique et affecté à l'usage direct du public, ou bien affecté à un service public et doté d'un aménagement indispensable (depuis CGPPP 2006), il est nécessaire avant de pouvoir décider de déclasser un bien du domaine public que ce dernier soit relevé de cette affectation. La réalité de fait de cette désaffectation doit être constatée par l'autorité qui gère la dépendance domaniale.

#### Déclassement
Contrairement à la désaffectation, qui est une situation de fait, le déclassement suppose une décision expresse de l'autorité domaniale (ministre, préfet, organisme délibérant d'établissement public ou de collectivité territoriale…) par décret, arrêté ou délibération, après une procédure formalisée, qui comprend, dans certains cas, une enquête publique ou la nécessité d'obtenir l'accord d'une autorité tierce.
Un bien déclassé du domaine public intègre le domaine privé de la personne publique propriétaire, qui peut alors lui donner une nouvelle affectation, le conserver comme réserve foncière, le gérer comme une propriété privée soit enfin décider de le céder dans les conditions du droit civil, moyennant, le cas échéant, le respect de certaines règles destinées à préserver les intérêts de l’État et de ses politiques publiques.

### Situation juridique en cas de non-désaffectation
Lorsqu'un bien du domaine public est déclassé sans que la désaffectation n'ait été réalisée, ou lorsqu'il se retrouve à nouveau affecté à l'usage direct du public ou à un service public pour lequel il a été spécialement aménagé, le bien reste ou se retrouve classé de fait dans le domaine public.

#### Inaliénabilité du bien non déclassé
« Les biens des personnes publiques mentionnées à l'article L. 1, qui relèvent du domaine public, sont inaliénables et imprescriptibles »
— Article L.3111-1 du Code général de la propriété des personnes publiques sur Légifrance.
Ils sont également insaisissables, c'est-à dire qu'un créancier ne peut faire procéder de saisie immobilière pour obtenir le paiement de sa dette. Il dispose toutefois d'autres moyens pour obtenir le règlement de sa créance, tel que le mandatement d'office par le préfet du montant d'une dette d'une collectivité territoriale. Dès lors, un bien du domaine public ne peut servir de garantie.
Ces dispositions sont destinées à assurer le fonctionnement régulier du service public auquel est affecté le bien, ou le maintien de son usage direct par le public.

#### Le déclassement différé
« (…) le déclassement d'un immeuble appartenant au domaine public artificiel de l’État ou de ses établissements publics et affecté à un service public peut être prononcé dès que sa désaffectation a été décidée alors même que les nécessités du service public justifient que cette désaffectation ne prenne effet que dans un délai fixé par l'acte de déclassement. Ce délai ne peut être supérieur à une durée fixée par décret. Cette durée ne peut excéder trois ans. En cas de vente de cet immeuble, l'acte de vente stipule que celle-ci sera résolue de plein droit si la désaffectation n'est pas intervenue dans ce délai »
— Article L. 2141-2 du Code général de la propriété des personnes publiques
Ces dispositions ne sont pas applicables aux biens des collectivités territoriales et à leurs établissements publics. Toutefois, une réforme est soumise au Parlement en 2016 pour leur donner la possibilité d'un déclassement différé.